# Víctor Català
Caterina Albert (n. 11 septembrie 1869 - d. 27 ianuarie 1966), cunoscută și sub pseudonimul Víctor Català, a fost scriitoare catalană.

## Opera
Lirica sa se caracterizează prin sinceritatea gravă a sentimentelor și exprimarea în versuri cizelate.
Proza este descriptiv-naturalistă, având ca temă principală lumea pescarilor și cea rurală, cu surprinderea elementelor locale de tradiție.
Câteva din scrieri:
- 1898: Cântecul lunilor ("El cant dels mesos");
- 1902: Drame rustice ("Drames rurals");
- 1905: Singurătate ("Solitud");
- 1906: Cartea albă ("Llibre Blanc").